# 小松大樹
小松 大樹（こまつ だいき、1990年(平成2年)4月17日 - ）は日本棋院関西総本部所属の日本の囲碁棋士。最高位戦日本プロ麻雀協会所属のプロ雀士。東京都出身。

## 経歴
小松英樹九段（実父）門下、小松英子四段は実母。
岩田一九段の囲碁教室で囲碁を覚える。その後、緑星囲碁学園に通う。2003年日本棋院東京本院院生、2007年関西棋院院生。
平成24年、日本棋院関西総本部にて入段、27年二段、30年三段。令和4年四段。
2023年7月よりプロ雀士としての活動も開始する。2023年から2024年にかけて実施された、第5回囲碁・将棋チャンネル杯麻雀王決定戦に囲碁棋士代表として出演。